# День работника органов безопасности Российской Федерации
День рабо́тника о́рганов государственной безопа́сности Росси́йской Федера́ции — профессиональный праздник сотрудников ФСБ, ФСО, СВР и ГУСП России.
Отмечается ежегодно, 20 декабря. Не является нерабочим днём.

## История праздника

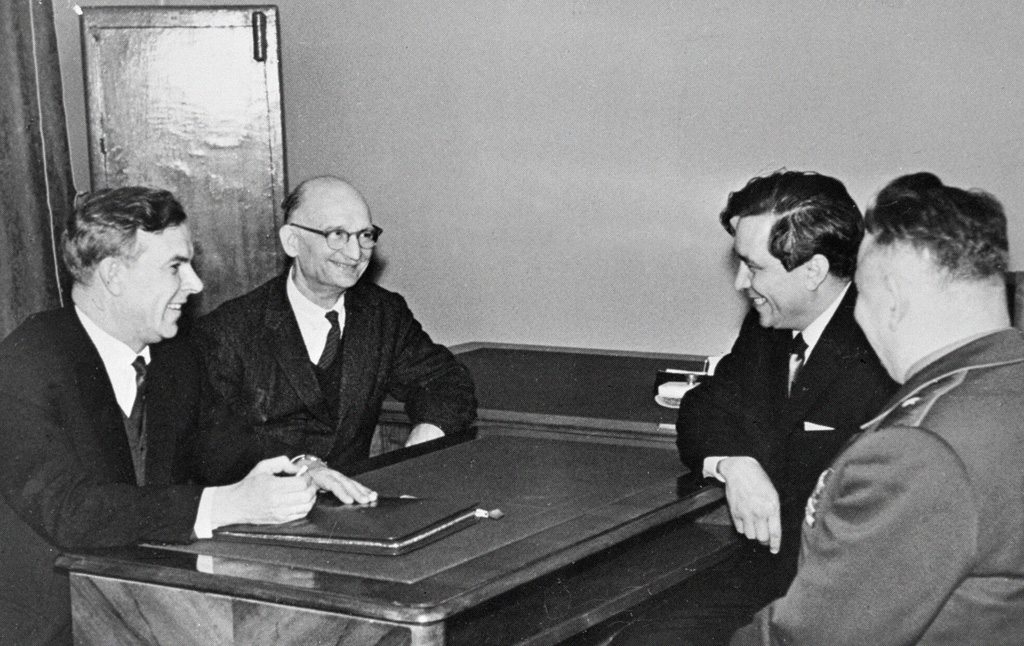
Председатель КГБ при Совете министров СССР В. Е. Семичастный (1-й слева) принимает советских разведчиков Рудольфа Абеля (2-й слева) и Конона Молодыя (2-й справа). Москва, сентябрь 1964 года.

День работника органов безопасности Российской Федерации установлен указом Президента Российской Федерации Б. Н. Ельцина № 1280 от 20 декабря 1995 года. До этого времени, в течение многих десятилетий, день 20 декабря отмечался советскими органами госбезопасности неофициально как «День чекиста».
Дата проведения праздника 20 декабря была выбрана в связи с тем, что в этот день, в 1917 году, Совет народных комиссаров РСФСР издал Декрет об образовании Всероссийской чрезвычайной комиссии (ВЧК) по борьбе с контрреволюцией и саботажем при СНК РСФСР (предшественника современных органов безопасности). Инициатором создания ВЧК был В. И. Ленин. Первым председателем ВЧК стал Ф. Э. Дзержинский.
В настоящее время к органам государственной безопасности или спецслужбам относят такие службы как ФСБ, СВР, ГУСП, ФСО, ранее входящие в состав КГБ СССР. В некоторых источниках к органам безопасности относят также и другие ведомства, такие, например, как ФСКН, ФСТЭК и другие. В своих выступлениях по случаю праздника Президент России, как правило, обращается только к четырём органам: ФСБ, СВР, ГУСП и ФСО.